# Remzije Istrefi-Peci
Remzije Istrefi-Peci (* 28. August 1972 in Bajgora als Remzije Istrefi) ist eine kosovarische Juristin. Seit 2018 ist sie Richterin am Verfassungsgericht der Republik Kosovo.

## Leben und Wirken
Istrefi-Peci genoss ihre Schulbildung in Mitrovica und studierte anschließend Rechtswissenschaften an der Universität Prishtina. Nach ihrem Abschluss 2000 absolvierte sie für das Internationale Recht der Menschenrechte an der University of Notre Dame und erwarb dort 2002 den Mastergrad. Anschließend war sie als Dozentin an der Universität Prishtina tätig. 2008 lehrte und forschte sie als Fulbright-Stipendiatin an der Duke University im Bereich der Menschenrechte. Nach ihrer Rückkehr in den Kosovo wurde sie von der Juristischen Fakultät der Universität Prishtina zur Professorin für Internationales Recht ernannt. 2009 wurde sie gemeinsam von den Universitäten Prishtina und Graz mit einer von Blerim Reka und Wolfgang Benedek betreuten Arbeit über die Verantwortung internationaler Organisationen für Menschenrechtsverletzungen am Beispiel des Kosovo zur Dr. iur. promoviert. Zwischen 2010 und 2013 war sie Teil eines internationalen Forschungsteams der Universität Freiburg (Schweiz) zum Thema „Die Rolle der Zivilgesellschaft im Kosovo nach 1999“. Im Februar 2018 gründete Istrefi-Peci das „Zentrum für Übergangsjustiz“ an der Universität Pristina. Sie ist Autorin zahlreicher Artikel in Fachzeitschriften, in denen sie sich hauptsächlich ihrem Hauptforschungsgebiet der internationalen Menschenrechte widmet.
Am 9. August 2018 wurde Istrefi-Peci zur Richterin des Verfassungsgerichtshofs der Republik Kosovo ernannt. Im März 2025 wurde ihr für 2024 der Human Rights Defense Award der University of Texas at Austin verliehen.
Sie ist verheiratet und Mutter zweier Töchter.